# Dragonball Evolution
Dragonball Evolution és una pel·lícula de superherois i arts marcials de ciència fantàstica nord-americana de 2009 dirigida per James Wong, produïda per Stephen Chow i escrita per Ben Ramsey. Està basat en la sèrie manga Bola de Drac creada per Akira Toriyama i és protagonitzada per: Justin Chatwin, Emmy Rossum, James Marsters, Jamie Chung, Chow Yun-fat, Joon Park i Eriko Tamura. Ha estat doblada al català.
El desenvolupament de la pel·lícula va començar el 2002 i va ser distribuïda per 20th Century Fox. És la primera adaptació oficial d'acció en viu de la sèrie Bola de Drac. Dragonball Evolution es va llançar al Japó i diversos països asiàtics el 13 de març de 2009 i als Estats Units el 10 d'abril de 2009.
Aquest film ha estat un fracàs tant financer com crític. Va rebre crítiques negatives tant per part de la crítica com dels fans, especialment pel seu guió, el repartiment i la infidelitat al material original. A més, va tenir un mal rendiment a la taquilla, recaptant només 9,4 milions de dòlars a Amèrica del Nord i un total mundial de 58,2 milions de dòlars contra un pressupost de 30 milions de dòlars. La pel·lícula havia de ser la primera d'una sèrie, tot i que totes les pel·lícules posteriors es van cancel·lar. És considerada una de les pitjors pel·lícules mai fetes i una de les pitjors adaptacions portades al cinema o televisió.